# 迪克·戴维斯
迪克·戴维斯（英語：Dick Davies，1936年1月21日—2012年2月25日），生于宾夕法尼亚州哈里斯堡，美国前男子篮球运动员。他曾代表美国获得1964年夏季奥运会篮球比赛男子金牌。